# Ośno (powiat aleksandrowski)
Ośno – wieś w Polsce położona w województwie kujawsko-pomorskim, w powiecie aleksandrowskim, w gminie Aleksandrów Kujawski.
W 1954 roku wyłączono z granic miasta Aleksandrów Kujawski.
W latach 1975–1998 miejscowość należała administracyjnie do województwa włocławskiego.
Wieś sołecka – zobacz jednostki pomocnicze gminy Aleksandrów Kujawski w BIP.

## Historia
Ośno w wieku XIX opisano jako wieś, folwark i dobra, w powiecie nieszawskim, gminie i parafii Służewo, odległe 10 wiorst od Nieszawy, leży przy linii drogi żelaznej warszawsko-bydgoskiej.
W roku 1882 było tu 174 mieszkańców. W 1827 r. było 26 domów, 225 mieszkańców.
W wieku XVI wieś byłą własnością Szemikowskich rejestr poborowy (łanowy) z roku 1583 wymienia:
- Alberta Szemikowskiego mającego wówczas 4 łany 2 zagrodników i 2 rzemieślników
- Lucjana Szemikowskiego na 3 łanach 2 zagrodników
- Jana Szemikowskiego posiadającego 4 łany i 2 zagrodników (Pawiński: Wielkop., II, 249).

Folwark ten z atencją Kazin, wsią 0śno, Odolany, Aleksandrowo i Stawki, miał w 1855 r. rozległość dominialną 1234 mórg: gruntów ornych i ogrodów mórg 978, łąk mórg 97, pastwisk mórg 72, lasu mórg 46, nieużytków mórg 42. Budynków murowanych było 12, z drzewa 3, płodozmian 15 polowy.
Oprócz powyższego folwarku w skład dóbr Ośno wchodził folwark Stawki z obszarem mórg 642 i folwark Aleksandrów mórg 367, oraz Aleksandrówek mórg 33. Folwarki te w r. 1885 wydzielone zostały z obszaru dóbr. Wieś Ośno osad 41, z gruntem mórg 35; wieś Odolany osad 11, z gruntem mórg 280; wieś Aleksandrowo osad 5, z gruntem mórg 4; wieś Stawki osad 13, z gruntem mórg 12.
Przez Ośno dawniej przechodziła kolej wąskotorowa oraz znajdował się tu przystanek.